# 8"/45 морская пушка
8-дюймовая морская пушка длиной 45 калибров — 203,2-мм - корабельное и береговое орудие Российского императорского флота и Армии

## История и устройство
Пушка разработана А. Ф. Бринком и производилась Обуховским заводом. Принято на вооружение Российского императорского флота в 1892 году.
Ствол из внутренней трубы, двух цилиндров, скрепляющих трубу и кожуха. Орудия с поршневым затвором, устанавливали на станках на центральном штыре и башенных станках. У орудия тормоз отката гидравлический и накатник пружинный.
К 1 мая 1901 года Обуховским заводом было изготовлено 13 пушек и несколько в 1906-1907 годах, а в 1916 году ещё 9.
Этими пушками были вооружены броненосные крейсера «Россия» — четырьмя, «Громобой» — четырьмя, «Баян» — двумя, «Баян II» — двумя, «Адмирал Макаров» — двумя, «Паллада» — двумя, а также канонерская лодка «Храбрый» — двумя. Кроме того, использовались в качестве орудий береговой обороны. Пушки применялись в Русско-японской и Первой мировой войнах. Во время Гражданской войны эти орудия ставили на плавучие батареи и две на железнодорожные транспортёры «Красная Москва» и «Красный Петроград»
До 1907 года в боекомплекте пушки бронебойные, фугасные и сегментные снаряды весом 87,8 кг и длиной 2,5—2,6 клб. Сегментные снаряды с 45-секундными дистанционными трубками. Затем на вооружение приняли снаряды образца 1907 года: фугасный весом 87,8 кг, взрывчатого вещества (ВВ) — 9,3 кг, длина 3,04 калибра, взрыватель образца 1913 года и полубронебойный весом 106,9 кг, ВВ — 9,3 кг, длина 3,95 калибра, взрыватель МРД.

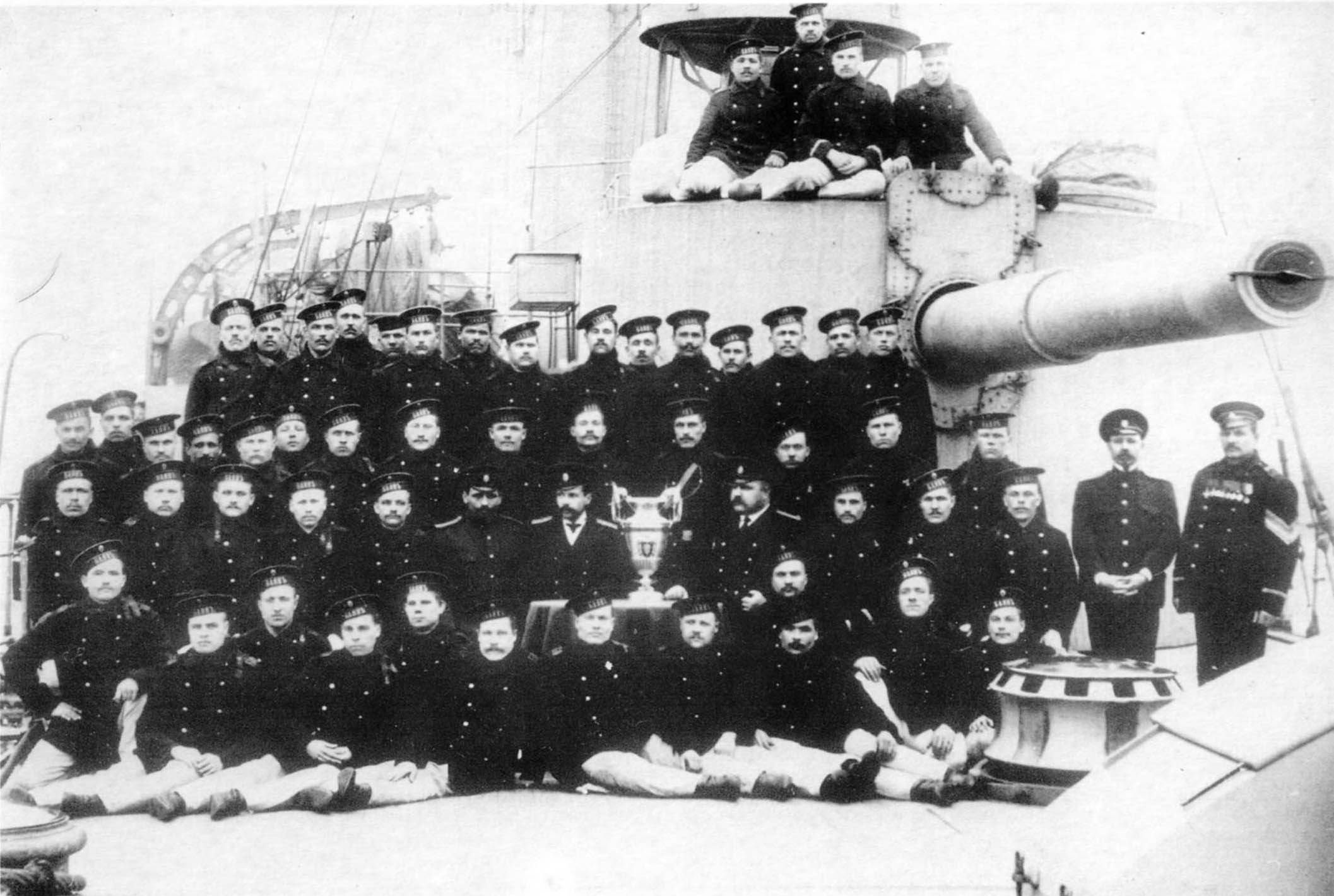
Башня с 8"/45 пушкой на крейсере «Баян II»

В 1915 — 1916 годах в боекомплект поступили новые снаряды: полубронебойный образца 1915 года в 112,2 кг, ВВ — 7,9 кг, длина 3,9 калибра с взывателем МРД и шрапнель весом 116,8 кг, длиной 3,86 калибра с 45-секундной трубкой, затем замененной ТМ-10, и ныряющий снаряд длиной 5 калибра.
Заряжание 8-дюймовой пушки — картузными зарядами бездымного пороха маркировки 203/45. Вес заряда 29 — 32 кг, для шрапнели — 28кг.
Дальность стрельбы старым фугасным и бронебойным снарядами весом 87,8 кг — 11 163 м при угле +15° и 13 000 м при угле +20,2°. Дальность стрельбы при угле +18° фугасным снарядом образца 1907 года — 13 169 м, полубронебойным образца 1907 года — 16 095 м, полубронебойным образца 1915 года — 15 920 м и шрапнелью — 13260 м.
Станки для пушки на центральном штыре спроектированы на Обуховском заводе по образцу станков для 6-дюймовой пушки Канэ на центральном штыре.

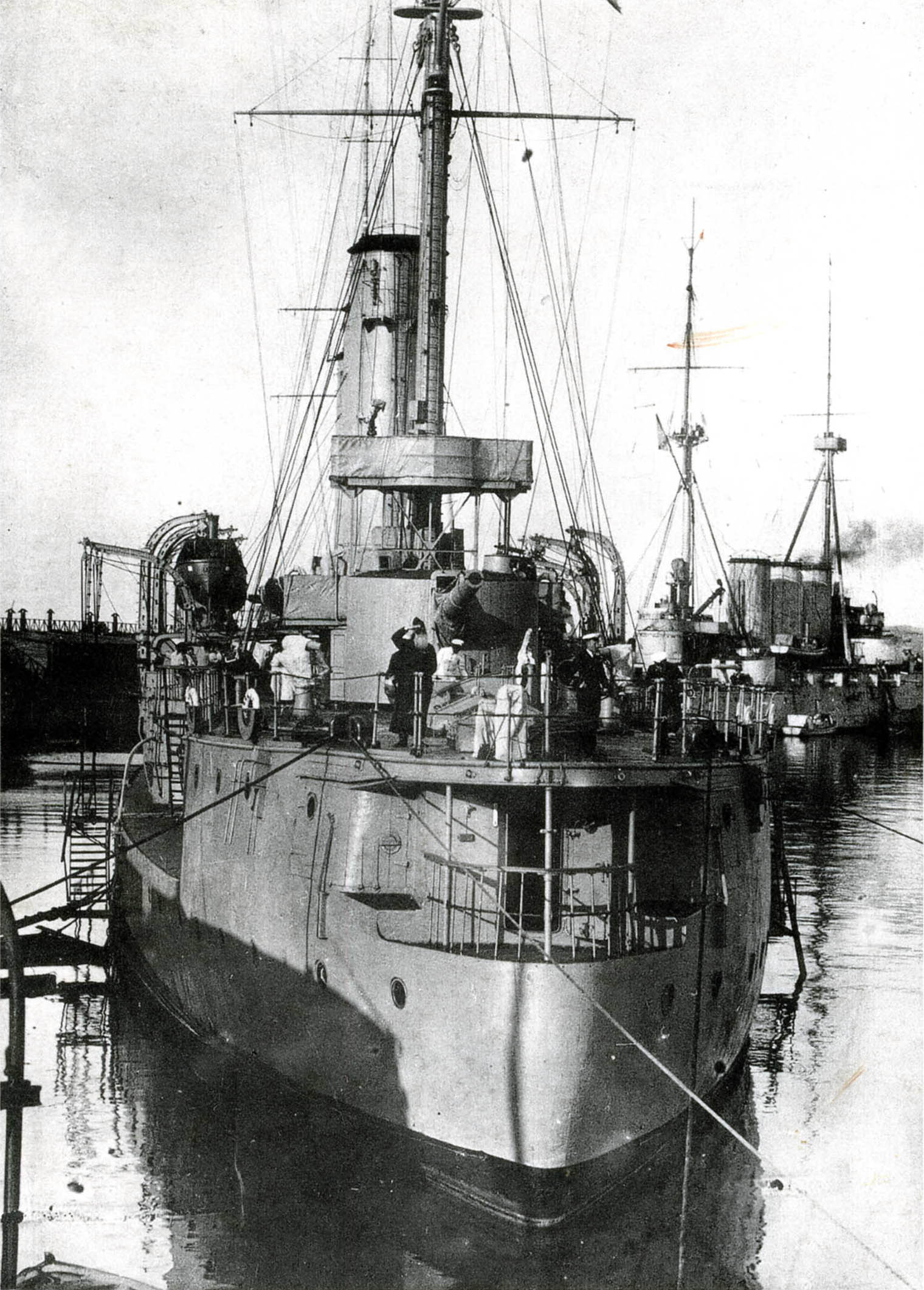
Башня с 8"/45 пушкой на крейсере «Баян»

Характерное отличие станка 8-дюймовки от станка 6-дюймовки Канэ — два сектора подъемного механизма вместо одного. Угол вертикального наведения -5° — +18°, горизонтального — 360°. Длина отката 429—476 мм. Высота оси цапф от основания тумбы 141 мм, диаметр окружности крепежных болтов 2160 мм. Вес откатных частей с орудием 18 500 кг, качающейся части — 21 620 кг. Вес установки со щитом около 28,5 т.
Все действия с 8-дюймовой установкой, включая наведение, производили только вручную.
Одноорудийные башенные установки для крейсера «Баян», потопленного в Порт-Артуре, и «Адмирал Макаров», строившихся во Франции, сделаны французами, за исключением станков «Адмирала Макарова», изготовленных на металлическом заводе.
В июле 1905 года металлический завод представил проект башенной одноорудийной установки 8-дюймовой пушки на крейсера «Баян» и «Паллада». Проект был близким к французским установкам. Все четыре установки сданы заводом в ноябре 1908 года и испытаны на «Палладе» 19 августа 1910 года и на «Баяне» в мае 1911 года.
Вертикальное наведение орудия по сектору на правой стороне станка. Угол вертикального наведения -8° — +22°. Заряжать можно при углах возвышения —8° — +5°. Из всех операций электрифицировали только две — горизонтальное наведение и подачу боеприпасов, для чего в установке было два электродвигателя по 5 л.с.. Открывание затвора, вертикальное наведение, досылка снаряда цепным прибойником и другое делали вручную. Скорость горизонтального наведения установки электродвигателем — 2° в сек, скорость вертикального наведения вручную 1,6° в сек. Вес станка без орудия 11 172 кг. Толщина вертикальной брони 132 мм, крыши 44 мм.